# Ниг, Серж
Серж Ниг (фр. Serge Nigg; 6 июня 1924, Париж — 12 ноября 2008[…], Париж) — французский композитор.

## Биография
Сначала учился у Жинетт Мартено. В 1941 году поступил в Парижскую высшую национальную консерваторию музыки и танца, где был учеником Оливье Мессиана. В 1945 году учился у Рене Лейбовица. В произведениях конца 1940-х начала 1950-х использовал додекафонную технику, впоследствии выступил за развитие в музыке национальных традиций. Член Народной музыкальной федерации (с 1948), а также французской секции Международного музыкального общества (1959). С 1978 — профессор Парижской консерватории по классу композиции и оркестровки. С 1989 — член французской Академии искусств.

## Сочинения
- балет «Бильярд» (1951, Амстердам)
- кантата «Продавцы индульгенций» (1953)
- концерт для скрипки соло
- струнный квартет
- симфонические произведения
- инструментальные концерты
- камерно-инструментальные ансамбли
- фортепианные пьесы
- музыка к спектаклям и кинофильмам

## Награды
- кавалер  Ордена Почётного Легиона
- офицер национального Ордена «За заслуги»
- офицер Искусства и литературы